# Hetaerina longipes
Hetaerina longipes – gatunek ważki z rodziny świteziankowatych (Calopterygidae). Występuje na terenie Ameryki Południowej.